# Krystina
Krystina (bułg. Кръстина) – wieś w Bułgarii, w obwodzie Burgas, w gminie Kameno. Według danych szacunkowych Ujednoliconego Systemu Ewidencji Ludności oraz Usług Administracyjnych dla Ludności, 15 czerwca 2020 roku miejscowość liczyła 921 mieszkańców.